# Ro-108
Ro-108 — підводний човен Імперського флоту Японії, який взяв участь у Другій світовій війні.
Ro-108 спорудили на верфі компанії Kawasaki в Кобе. У серпні 1943-го по завершенні тренувань корабель включили до 7-ї ескадри підводних човнів, яка вела бойові дії в Океанії.
11—16 серпня 1943-го Ro-108 здійснив перехід з Йокосуки до Рабаула (головна японська передова база в архіпелазі Бісмарка, з якої провадились операції на Соломонових островах та сході Нової Гвінеї), а з 23 серпня по 16 вересня здійснив безрезультатний похід на схід Соломонових островів.
23 вересня 1943-го Ro-108 вирушив до Нової Гвінеї для дій у затоці Хуон, де напередодні союзники висадились біля Фіншгафену. Надвечір 3 жовтня дещо більш ніж за сотню кілометрів на південь від Фіншгафену човен випустив чотири торпеди по групі американських есмінців, одна з яких поцілила USS Henley та потопила його. Два інші есмінці протягом семи годин провадили контратаки, проте це не завдало шкоди Ro-108. 11 жовтня човен повернувся в Рабаул.
Тим часом складна логістична ситуація змушувала японців використовувати підводні човни для постачання блокованих гарнізонів. 23 жовтня 1943-го Ro-108 вирушив у транспортний рейс до новогвінейського Сіа (північне узбережжя півострова Хуон), де розвантажився 7 жовтня. Після цього човен пройшов у район Лае (південніше від півострова Хуон), де певний час здійснював бойове патрулювання, а 9 листопада повернувся в Рабаул. 20 листопада Ro-108 знову вийшов у море, 21 листопада розвантажився в Сіа, після чого все так же безрезультатно патрулював біля західного завершення острова Нова Британія. 4 грудня човен завершив похід у Рабаулі.
14 грудня 1943-го Ro-108 розпочав третій транспортний рейс до Сіа. Вночі 17 грудня за півтори сотні кілометрів на північ від Сіа човен був атакований патрульним літаком та зазнав серйозних пошкоджень. Ro-108 перервав свою місію, повернувся в Рабаул, а 20 грудня 1943 — 2 січня 1944 пройшов у Сасебо (західне узбережжя острова Кюсю) для ремонту.
7—16 березня 1944-го Ro-108 перейшов на атол Трук у центральній частині Каролінських островів (тут ще до війни створили головну базу японського ВМФ у Океанії, проте в лютому 1944-го вона була розгромлена внаслідок потужного рейду авіаносного з'єднання й тепер перебувала у блокаді та використовувалась передусім підводними човнами). З 18 по 29 березня та з 12 квітня по 3 травня Ro-108 виходив для бойового патрулювання південніше від Труку.
16 травня 1944-го Ro-108 вирушив у похід у межах створення завіси підводних човнів між Труком та островами Адміралтейства на можливому шляху ворожого руху до Палау (раніше важливий транспортний хаб на заході Каролінських островів, який тепер входив до головного захисного поясу імперії). Наступної доби американська розвідка перехопила й розшифрувала повідомлення про створення зазначеної завіси, після чого для полювання на японські підводні човни з Гуадалканалу вийшли три ескортні есмінці. Незадовго до завершення 26 травня в районі за дві сотні кілометрів на північний схід від островів Адміралтейства Ro-108, що перебував у надводному положенні, був виявлений радаром. Човен екстрено занурився, після чого два американські кораблі провели атаки глибинними бомбами. Після атаки ескортного есмінця «Інгланд» під водою відбулось кілька детонацій, а вранці на поверхні виявили численні уламки та сліди нафти. Ro-108 загинув разом з усіма 53 членами екіпажу.

## Бойовий рахунок
| Дата       | Назва               | Тип      | Тоннаж | Місце           |
| 03.10.1943 | USS Henley (DD-391) | есмінець | 1500   | 7°40'S 148°06'E |